# Gert Schnider
Gert Schnider (né en 1979) est un joueur autrichien de jeux de stratégie combinatoire abstrait, dont les échecs (il est maître international), le go (pour lequel il est cinquième dan), le shogi (il est cinquième dan amateur au Japon et troisième dan en Europe) et Abalone (pour lequel il a été champion du monde).

## Palmarès

### Au shogi
Gert Schnider a été plusieurs fois sur le podium du championnat d'Europe de shogi:
- Champion d'Europe (blitz) : 2002 ;
- Vice-champion d'Europe (cadence normale) : 2001 ;
- Troisième au championnat d'Europe : 2002.

Il a également remporté l'International Shogi Forum en 2002.

### À Abalone
Gert Schnider a remporté le championnat du monde d'Abalone, organisé dans le cadre des olympiades des sports de l'esprit (en), en 1999 et en 2000.

### Compétitions multijeux
Gert Schnider a remporté le décamentathlon (en), compétition organisée dans le cadre des olympiades des sports de l'esprit et opposant les concurrents sur dix jeux différents, en 2000.